# Yakusha-e

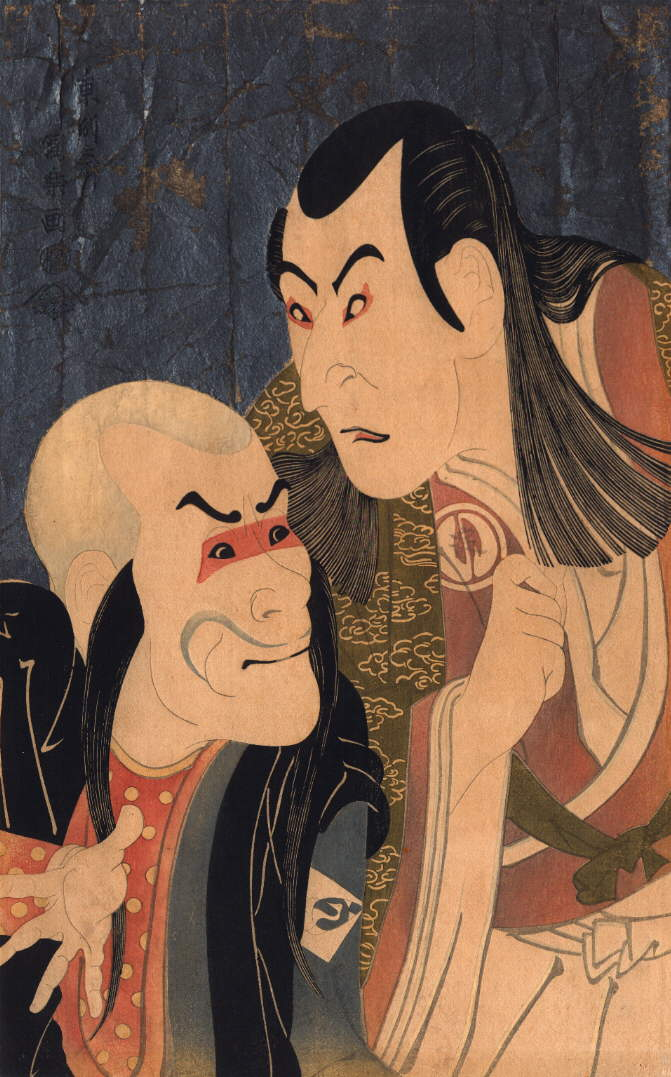
Sharaku: els actors kabuki Bando Zenji (a l'esquerra, en el paper de Benkei) i Sawamura Yodogoro II (a la dreta, com a Yoshitsune), en l'obra Yoshitsune Senbon-Zakura ('Yoshitsune dels mil cirerers'); 1794, cinquè mes

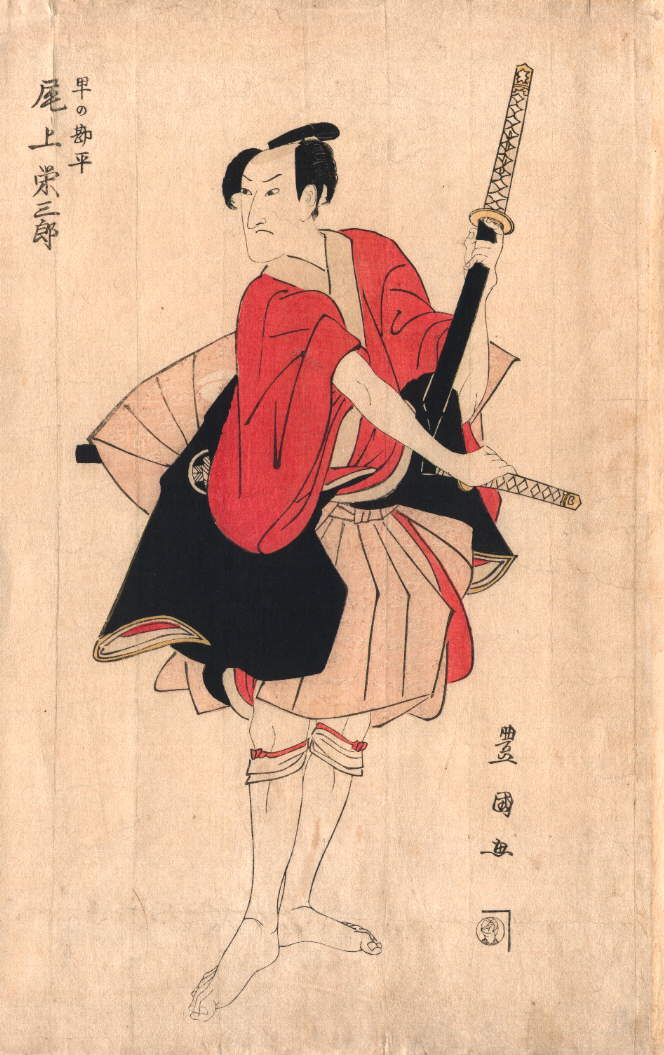
Utagawa Toyokuni: L'actor kabuki Onoe Eisaburo I; c. 1800

Els Yakusha-e (役者絵), sovint anomenats gravats d'actors, són xilografies o, rares vegades, pintures japoneses d'actors kabuki, concretament aquelles fetes en el popular estil ukiyo-e durant el període Edo (1603–1867) i fins a principis del segle xx. Estrictament parlant, el terme yakusha-e es refereix només als retrats d'artistes individuals (o de vegades parelles, com es veu en aquesta obra de Sharaku). Tanmateix, els gravats d'escenes kabuki i d'altres elements del món del teatre hi estan estretament relacionats, i sovint es produïen i es venien junt amb els retrats.
Les imatges ukiyo-e eren gairebé exclusivament imatges de la vida urbana; la immensa majoria de les que no eren paisatges estaven dedicades a representar cortesanes, el sumo, o el kabuki. Les xilografies es venien com a material de promoció a fora dels teatres, i eren força cares, més o menys l'equivalent a uns 300 o 500 iens (de 2,00 a 3,35 €) actuals.
El detall realista, les inscripcions, la disponibilitat de cartells del període i una sèrie d'altres fonts han permès que es puguin analitzar i identificar molts gravats amb gran detall. Els estudiosos han pogut identificar el contingut de molts gravats, no sols pel que fa a l'obra, els papers i els actors retratats, sinó també sovint el teatre, l'any, el mes i fins i tot el dia.

## Desenvolupament de la forma
En el transcurs del període Edo, a mesura que l'ukiyo-e com un tot es desenvolupava i canviava com a gènere, els yakusha-e van passar també per una sèrie de canvis. Molts gravats, especialment els primers, representen els actors d'una forma general i molt clara, mostrant en certa manera la seva naturalesa real d'actors que simplement representen un paper. Molts altres gravats, però, prenen més aviat el vessant contrari: mostren els actors i escenes kabuki d'una forma molt elaborada, enfosquint intencionadament la distinció entre l'obra de teatre i els fets reals que pretenen evocar.
Només uns pocs artistes van ser prou innovadors com per a destacar-ne entre la resta, creant unes obres més diferenciades en l'estil. Aquests artistes, començant per Katsukawa Shunsho, representaven els actors d'una forma elaborada i idealista, però amb els detalls realistes de les cares individualitzades. Ara podem reconèixer els actors individuals, com ara Ichikawa Danjūrō V, en els seus diferents papers i fins i tot representats per artistes diferents.
Torii Kiyonobu (1664-1729) va ser probablement un dels primers a fer gravats d'actors en el corrent principal de l'estil ukiyo-e. Un artista de l'escola Torii que va pintar cartells de teatre, Kiyonobu, estava familiaritzat amb el teatre i les seves representacions artístiques. El 1700, va publicar un llibre de retrats de cos sencer d'actors kabuki d'Edo en diferents papers. Tot i que té molt, estilísticament parlant, de l'escola Torii en general, hi ha elements significatius del seu estil que eren innovadors. Les seves formes espectaculars guiarien la base de l'estil ukiyo-e durant els següents vuitanta anys. És possible que els seus gravats fins i tot afectessin el mateix kabuki, fent que els actors busquessin fer que les seves interpretacions coincidissin amb les dramàtiques, grandiloqüents i intenses postures dels gravats.
Cap a la dècada de 1740, artistes com ara Torii Kiyotada estaven fent gravats que representaven no sols els mateixos actors, en retrats o actuant a l'escenari, sinó els mateixos teatres, inclosos el públic, l'arquitectura i diferents elements de la posada en escena.
Al llarg de la dècada del 1700, molts artistes d'ukiyo-e van fer gravats d'actors i altres representacions del món del kabuki. La majoria estaven molt centrats en l'estil Torii, i eren essencialment treballs promocionals: "en termes generals, aquells cartells tan estilitzats pretenien atraure les masses amb les seves fortes línies i colors". No va ser fins a la dècada de 1760 i l'aparició de Katsukawa Shunsho que els actors no van començar a ser retratats de manera que podien ser identificats pels diferents gravats que els representaven en diferents papers. Shunsho es va centrar en les característiques i idiosincràsies facials dels diferents actors.
Aquest canvi dràstic en l'estil va ser emulat pels alumnes de Shunsho de l'escola Katsukawa, i per molts altres artistes d'ukiyo-e de l'època. L'estil realista i individualitzat va substituir el de l'escola Torii, idealista, dramàtic i finalment generalitzat que va dominar durant setanta anys.
Sharaku és un dels gravadors de yakusha-e més famosos i influents junt amb Kiyonobu. Separats si fa no fa per tot un segle, sovint es diu que representen respectivament l'inici i el punt culminant de les representacions kabuki en els gravats. Les obres de Sharaku són molt fortes i enèrgiques, i mostren un inconfusible estil únic. Els seus retrats estan probablement entre els més individualitzats i distintius de tot l'ukiyo-e. Tanmateix, l'estil personal de Sharaku no va ser imitat per altres artistes, i només es pot veure en les obres que va fer ell mateix durant l'increïblement curt període en què va fer gravats, del 1794 al 1795.
Mentrestant, Utagawa Toyokuni va aparèixer gairebé alhora que Sharaku. Els seus gravats d'actors més ben coneguts es van publicar entre el 1794 i el 1796, una col·lecció anomenada Yakusha butai no sugata-e (役者舞台の姿絵, 'Vistes d'actors en escena'). Tot i que en la seva obra falta la característica energia de Sharaku, se'l considera un dels més grans artistes dels retrats de "cap gran", i de l'ukiyo-e en general, per les seves representacions d'altres temes i en altres formats. Tot i que el gravat de figures va començar a declinar molt en entrar al segle xix, es van continuar fent retrats de primer pla. Els artistes de l'escola Utagawa, emulant l'estil de Toyokuni, van crear unes representacions molt caracteritzades d'artistes que, tot i que no gaire realistes, eren tanmateix molt individualitzades. Així, els estudiosos coneixen ara els personatges i, potser, l'aspecte real d'un gran nombre d'actors, dels quals, si no, només se n'hauria conegut el nom.